# Tord Gudmestad
Tord Gudmestad (Nærbø, 8 maggio 2001) è un ciclista su strada norvegese che corre per la Decathlon AG2R La Mondiale Team; è professionista dal 2022.

## Palmarès

### Strada
- 2018 (Juniores, una vittoria)

Campionati norvegesi, Prova in linea Junior
- 2021 (Team Coop, cinque vittorie)

International Rhodes Grand Prix
Campionati norvegesi, Prova in linea Under-23
4ª tappa Tour te Fjells (Fagernes > Fagernes)
2ª tappa Dookoła Mazowsza (Baboszewo > Baboszewo)
3ª tappa Dookoła Mazowsza (Grodzisk Mazowiecki > Grodzisk Mazowiecki)
- 2022 (Uno-X Pro Cycling Team, una vittoria)

Grand Prix Megasaray
- 2024 (Uno-X Mobility, una vittoria)

Veenendaal-Veenendaal Classic

#### Altri successi
- 2021 (Team Coop)

Classifica a punti Dookoła Mazowsza
- 2022 (Uno-X Pro Cycling Team)

Classifica scalatori Tour du Poitou-Charentes

## Piazzamenti

### Grandi Giri
- Giro d'Italia

2025: 134º

### Classiche monumento
- Milano-Sanremo

2025: 54º
- Parigi-Roubaix

2024: 89º

### Competizioni mondiali
- Campionati del mondo

Yorkshire 2019 - In linea Junior: 35º
Fiandre 2021 - In linea Under-23: 63º
Wollongong 2022 - In linea Under-23: 65º
Glasgow 2023 - In linea Under-23: ritirato

### Competizioni europee
- Campionati europei

Alkmaar 2019 - In linea Junior: 39º
Anadia 2022 - In linea Under-23: 55º
Drenthe 2023 - In linea Under-23: 61º